# Marco cero de la ciudad de São Paulo
El marco cero de la ciudad de São Paulo (en portugués: marco zero da cidade de São Paulo) es un monolito ubicado en la Praça da Sé, zona central de la ciudad de São Paulo, Brasil, frente a la Catedral da Sé. El prismfa hexagonal revestido de mármol representa el centro geográfico de la ciudad, desde donde se miden todas las distancias señaladas en las placas toponímicas de la ciudad. Así, cuanto más próxima se esté del monumento (o del centro de la ciudad), más baja será la numeración de las casas de una calle.
El monumento fue pensado con la intención de organizar un sistema. El marco cero, entonces, se convirtió en el punto de referencia de la ordenación numérica en el kilometraje de las vías que se inician en la capital paulista así como la medición de las líneas ferroviarias, aéreas y la numeración telefónica.
La alcaldía de la ciudad de São Paulo reconoce el monumento como un fuerte elemento de identidad paulista, resaltando su papel de formación no sólo del estado de São Paulo sino también del Brasil. El marzo cero está lleno de valor simbólico.
En el monolito hexagonal, la ciudad de Santos (al sudeste) está representada por un navío a vapor, el estado de Paraná (sur) por una araucaria, Río de Janeiro (noreste) con un platanero y el cerro Pan de Azúcar, Minas Gerais (norte) por equipamiento de minería, Goiás (noroeste) por una batea de oro y Mato Grosso (sudoeste) por los bandeirantes
El monumento actual es el último de cuatro intentos frustrados de establecer un marco cero en la ciudad. El primer intento fue hecho en frente a la primera iglesia de Sé, donde hoy se encuentra la rua Venceslau Brás. El segundo no fue marcado por un monumento en especial sino por la torre de la segunda iglesia. Luego fue creado un monumento al lado de la iglesia con la intención de quitarle a esta la importante función de marcar el centro de la ciudad. Este fue el tercer intento. Luego de la demolición de la iglesia de Sé, a inicios del siglo XX, São Paulo se quedó sin una marca de su centro hasta que el periodista Américo R. Neto lanzó la propuesta de que se construya un nuevo marco cero para la ciudad en 1921. La propuesta fue aprobada por el gobierno y construida por el artista francés Jean Gabriel Villin. Así se construyó el actual monumento hexagonal que marca el centro de la ciudad en la actualidad.

## Historia

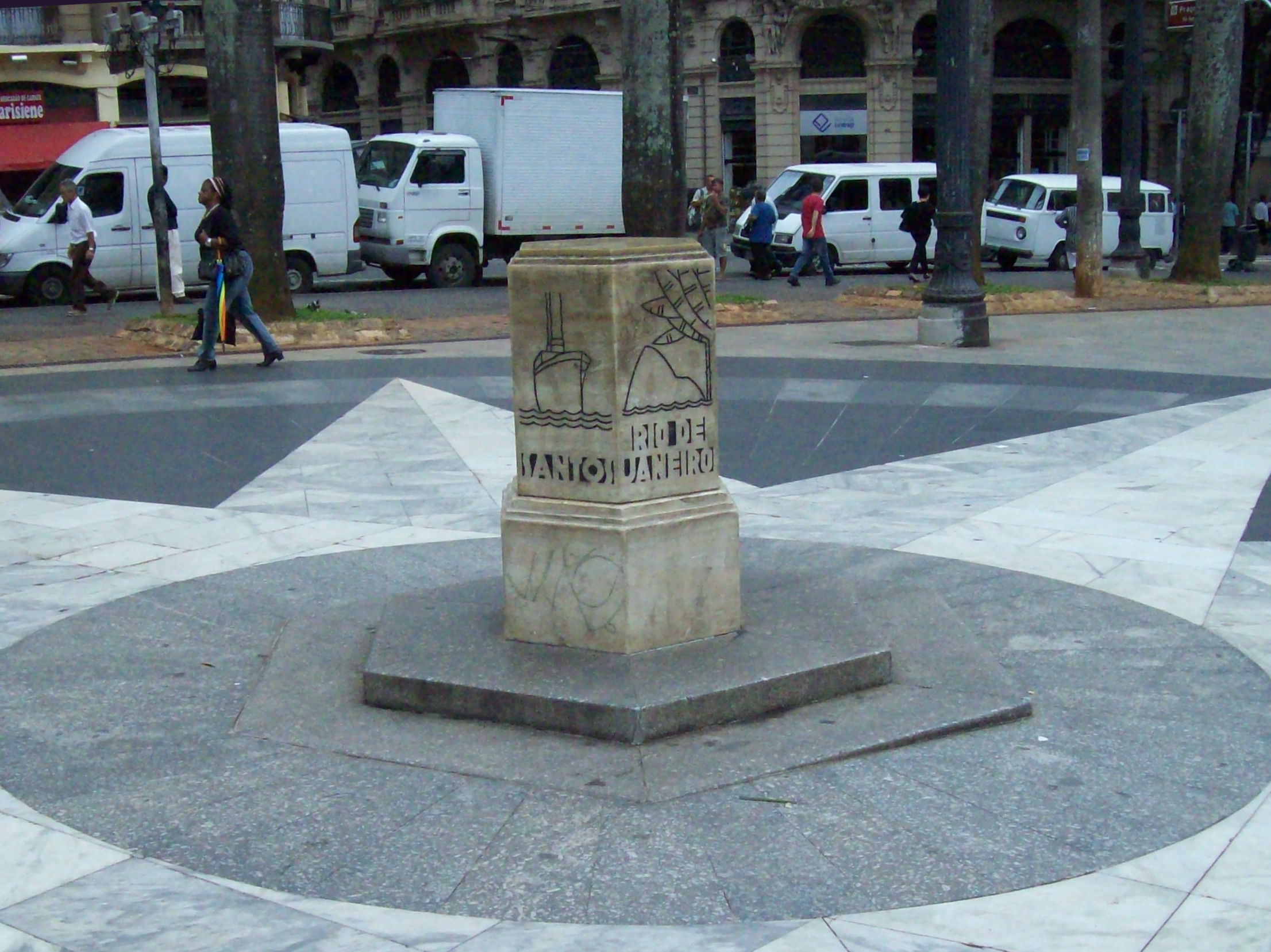
La estructura es un punto turístico de la ciudad

A inicios del siglo XX no había un medio para marcar el inicio de la numeración de las vías públicas paulistanas (que tenían sus puntos iniciales esparcidos por diferentes sitios de la ciudad) y, de esa manera, la construcción del monumento fue uno de los muchos intentos de fijar una centralidad material en la ciudad. El primer marco quedaba frente a la primera iglesia de Sé, a la altura de la actual rua Venceslau Brás; el segundo no fue un monumento específico sino la torre de la segunda iglesia; posteriormente se levantó un monumento al lado de la misma iglesia quitándole a ésta la función de marcar el centro urbano. Cuando la iglesia fue demolida a inicios del siglo XX, se levantó en ese lugar una nueva catedral con una gran plaza al frente. Las diversas ubicaciones que servían como punto de partida para las vías que nacían en la capital estaban situadas en regiones como Penha (para la vía a Río de Janeiro), Sacomã (para la vía a Santos), Perdizes (para la vía a Goiás), Ponte Grande (para la vía a Minas Gerais) y Pinheiros (para la vía a Paraná).

## Construcción
Propuesto en 1921 por el periodista y miembro de la Associação Paulista de Boas Estradas Américo R. Netto, la construcción del monumento tal cual lo conocemos hoy sólo fue aprobada por el alcalde de entonces, Antonio Carlos Assumpção, en 1932 - luego de que otras dos versiones fueron instaladas en el lugar.
El factor determinante en la elección del lugar para su implementación en la Praça da Sé fue justamente la idealización de una tradición histórica. En la época colonial, la manera que los paulistas adoptaron para orientarse fue la designación de las distancias desde la puerta del templo que se localizaba en el entonces largo da Sé, antes de la construcción de la catedral actual.
El marco cero de la ciudad fue inaugurado el 18 de septiembre de 1934 a las 14 horas por el alcalde Fábio da Silva Prado, siendo el primer marco cero de toda Sudamérica.  El monumento, adornado por el escultor francés Jean Gabriel Villin, sirvió como ejemplo a varios estados del país que no demoraron en construir el marco cero de sus propios territorios. El marzo cero simboliza el conjunto de ideas de la época en que fue concebido e instalado: un intenso sentimiento paulista demuestra el símbolo central del estado de São Paulo en la formación del Brasil. Más que una simple referencia espacial, el marco cero es un monumento lleno de valor simbólico.
La estructura fue declarada patrimonio en el 2007 por el CONPRESP (Conselho Municipal de Preservação do Patrimônio Histórico, Cultural e Ambiental da Cidade de São Paulo). Ese mismo año fue restaurado.

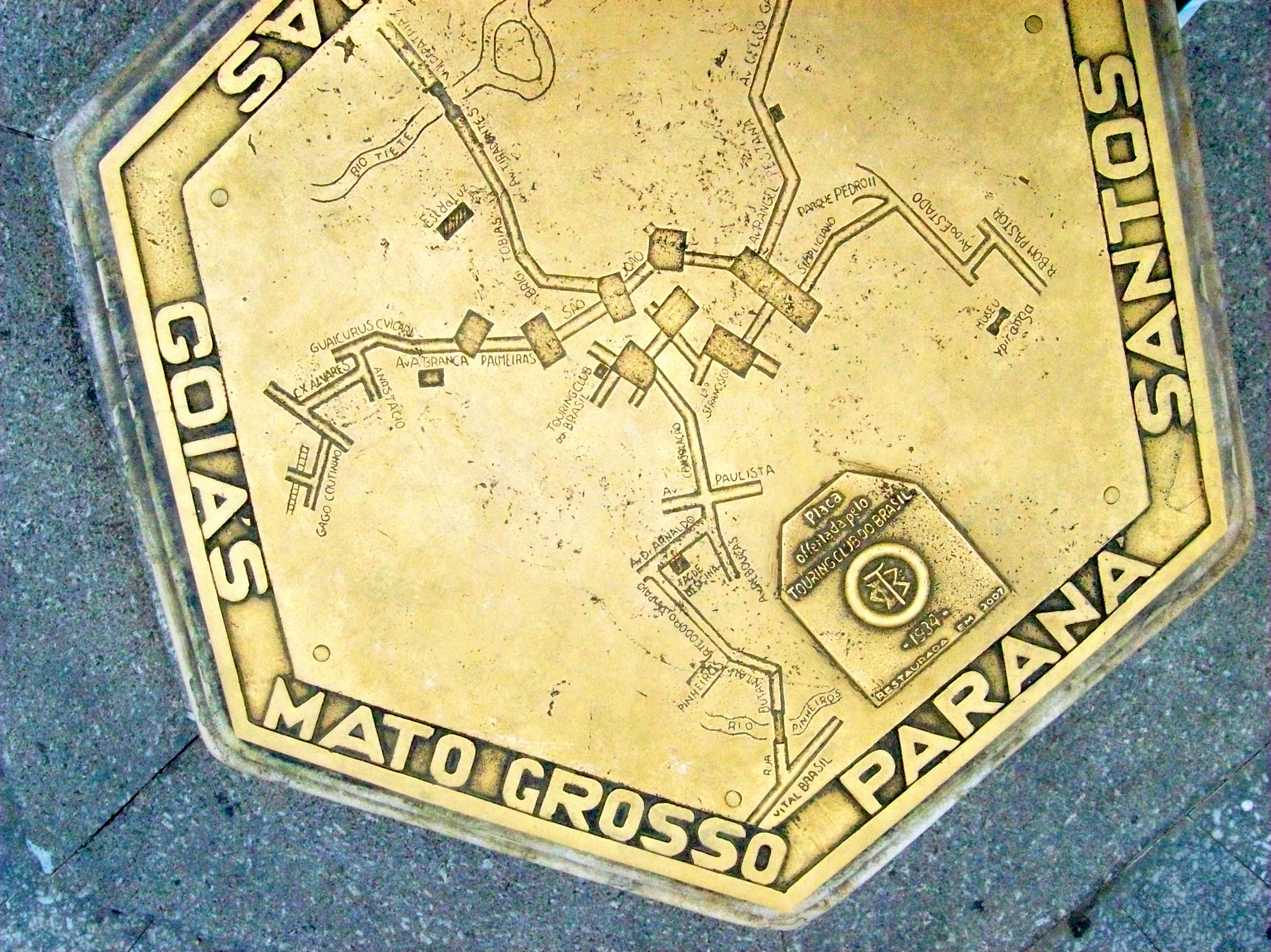
Parte superior del monumento.

## Arquitectura
Hecho de un bloque de mármol extraído de un yacimiento en el municipio de Cachoeira Paulista, el monumento tiene forma hexagonal con una dimensión de 1.13 m, 0.70 m, 0.70 m. Hay en la parte superior del mármol una placa de bronce en el que se observa un mapa de las vías que parten de São Paulo. El bloque principal está apoyado sobre una base con dos escalones de granito de tamaño 0.15 m, 2.20 m, 2.20 m. Son ellos 
Cada cara vertical del monolito recubierto de mármol representa, por medio de gravados, seis importantes lugares para los cuales el monumento esta orientado. Ellos son: Paraná (al sur) representado por la imagen de una araucaria; Santos (al sudeste) representado por la figura de un barco de vapor por ser de dónde salían los cargamentos de café, la principal actividad económica de la época: Río de Janeiro (al noreste) representado por una imagen alusiva al Pan de Azúcar; Minas Gerais (al norte) representada por herramientas de minería; Mato Grosso (al sudoeste) representado por las vestimentas típicas de los bandeirantes y Goiás (al noroeste) representado por una batea de oro.
La placa de bronce presenta, en su superficie, los principales puntos de la ciudad de la época, como los ríos Tiete y Pinheiros, la estación de Luz, la Facultad de Medicina de la Universidad de São Paulo, el Museo de Ipiranga y las vías de la urbe como, por ejemplo, la rua Voluntarios da Pátria en la zona norte, la rua da Consolação y la Avenida Paulista. La placa que existe hoy es, en realidad, una réplica de la primera versión que fue robada por su valor material e histórico. No existen registros del modelo original debido a que, luego de la declaración de patrimonio del monumento y su restauración, el material fue sustituido por una copia.